# فرودگاه صحرایی بویینگ
فرودگاه صحرایی بویینگ (به انگلیسی: Boeing Field) (به زبان بومی: Boeing Field) یک فرودگاه همگانی با کد یاتا BFI است که یک باند فرود آسفالت دارد و طول باند آن ۳۰۴۸ متر است. این فرودگاه در کشور ایالات متحده آمریکا قرار دارد و در ارتفاع ۶ متری از سطح دریا واقع شده‌است.

## نگارخانه

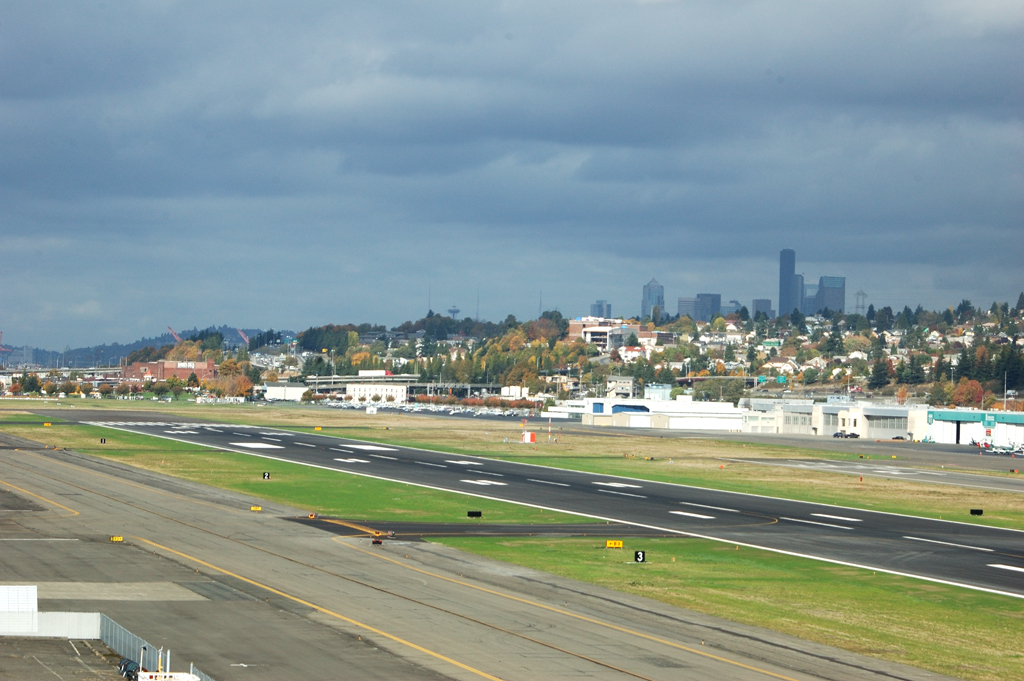
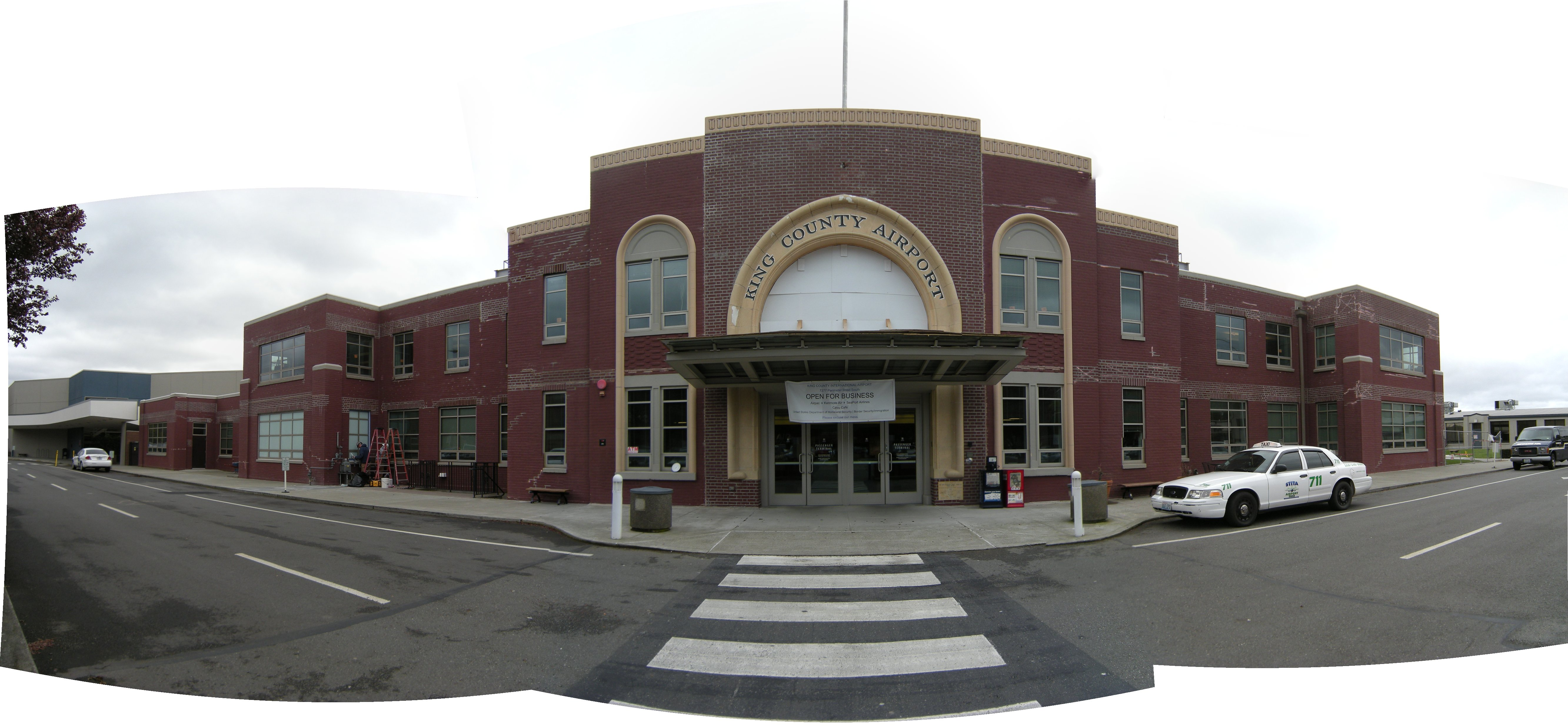

## شرکت‌های هواپیمایی و مقصدهای پروازی

### مسافری
| شرکت‌های هواپیمایی                                  | مقصدهای پروازی                           |
| -------------------------------------------------- | ---------------------------------------- |
| کنمور ایر                                          | جزیره اورکاس، بندر جمعه فصلی: جزیره لوپز |
| TCS & Starquest Expeditions اجرا توسط TAG Aviation | چارتر فصلی: تد استیونز انکوریج           |

### Previous airline service
Boeing Field had scheduled passenger flights اجرا توسط West Coast Airlines with مک‌دانل داگلاس دی‌سی-۹ jets, Fairchild F-27 turboprops and داگلاس دی‌سی-۳ prop aircraft to Idaho, Oregon, Washington state, northern California, western Montana, northern Utah and Calgary in Alberta. According to the ۲۸ آوریل ۱۹۶۸ West Coast Airlines system timetable, the airline was operating nonstop flights from the airport to ابردین، واشینگتن/هوکویام، واشینگتن، بویزی، آیداهو، اولمپیا، واشینگتن، پاسکو، واشینگتن، پورتلند، اورگن، سالت‌لیک‌سیتی، اسپوکن، تاکوما، واشینگتن، وناتچی، واشینگتن and یاکیما، واشینگتن. The airline was operating DC-9 jets at this time on nonstop flights from Boeing Field to Boise, Pasco, Portland, Salt Lake City, Spokane and Yakima. Direct, no change of plane DC-9 jet service was also operated from the airport to سان فرانسیسکو، یوجین، اورگن and مدفود، اورگن،  and direct one stop F-27 propjet service was flown to کلگری in Canada.
West Coast, which had its headquarters in the Seattle area and operated all of its flights from Boeing Field, merged with Pacific Air Lines and Bonanza Air Lines to form Air West (which was later renamed Hughes Airwest) with these successor air carriers continuing to serve Seattle via Boeing Field with DC-9 jets and F-27 propjets until Hughes Airwest moved all of its flights to سیاتل-تاکوما in 1971.
Aeroamerica, an airline based at Boeing Field from 1971 to 1982 which operated بوئینگ ۷۰۷ and بوئینگ ۷۲۰ jetliners, flew nonstop service at one point to اسپوکن.
Air Oregon, a commuter airline, operated scheduled passenger flights in 1979 from the airport to its hub in پورتلند، اورگن (PDX) with Swearingen Metro propjets.
Helijet, a helicopter airline based at ونکوور in British Columbia, operated scheduled سیکورسکی اس-۷۶ twin engine helicopter flights to the Victoria Harbour Heliport in British Columbia with direct one stop service to Helijet's Vancouver Harbour Heliport adjacent to downtown Vancouver, B.C. before ceasing flights on the route.

### باری

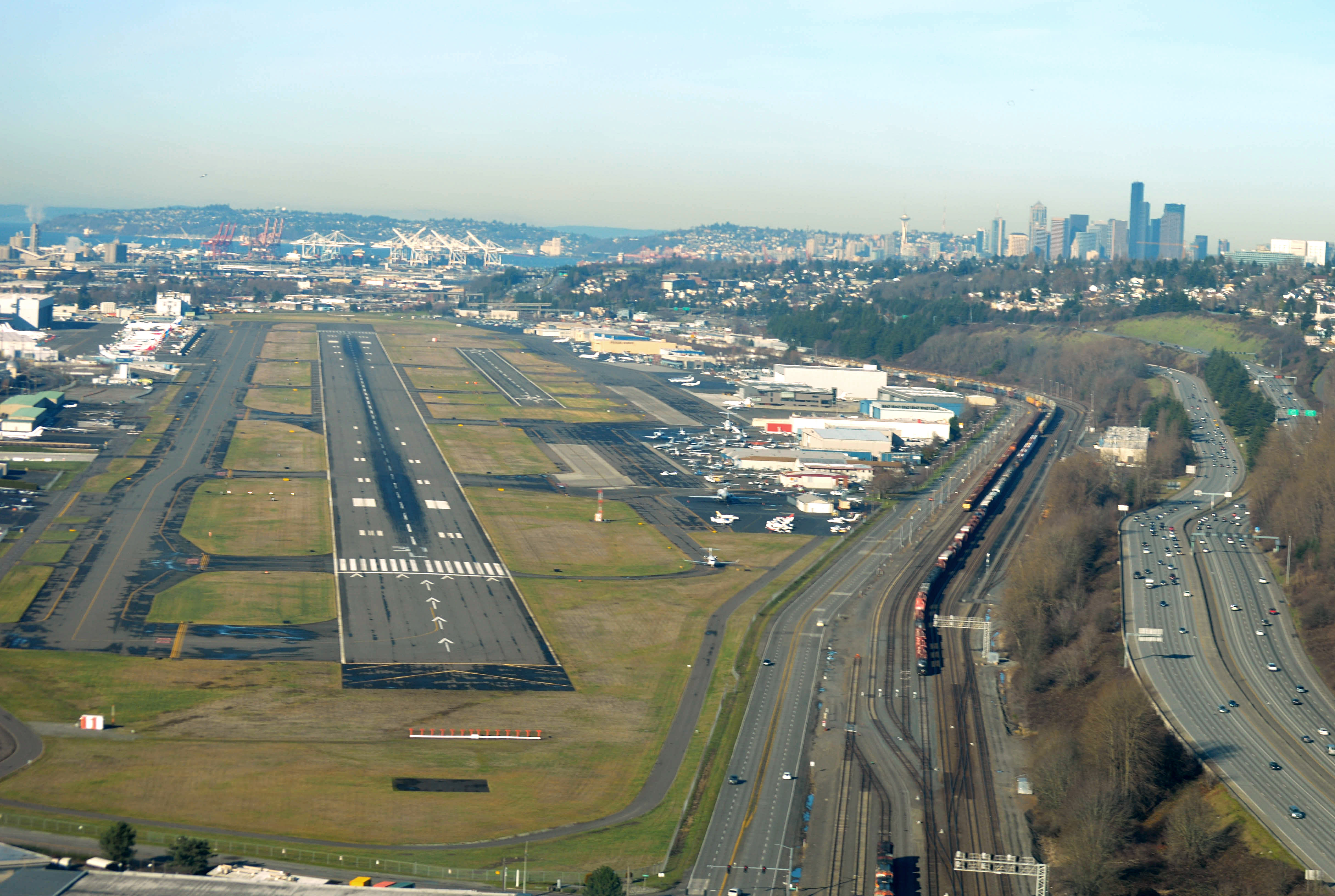
Boeing Field with the Seattle skyline in the distance

| شرکت‌های هواپیمایی                    | مقصدهای پروازی |
| ------------------------------------ | --- |
| Airpac Airlines                      | محلی اسکجت، ولیام ر. فیرچایلد، پورتلند، سکرامنتو اکزکیوتیو، پایگاه هوایی پین، اسپوکن، صحرایی فلتز، ونکوور، ترمینال هوایی یاکیما                                                                                       |
| ایر ترنسپورت اینترنشنال              | لس‌آنجلس، پورتلند |
| Ameriflight                          | بلینگهم، محلی اسکجت، کچیکان، شهرستان لوئیزتون - نزپرس، شهرستان گرنت، منطقه‌ای الیمپیا، فروگاه اومک، پورتلند، پایگاه هوایی پین، اسپوکن، تاکوما نروز، تری-سیتیز، محلی والا والا، پاننگبورن مموریال، ترمینال هوایی یاکیما |
| دی‌اچ‌ال اوییشن اجرا توسط ای‌بی‌ایکس ایر | سینسیناتی/کنتاکی شمالی، پورتلند، ونکوور |
| کالیتا ایر                           | لس‌آنجلس |
| اسکای‌لینک اکسپرس                     | ونکوور |
| یوپی‌اس ایرلاینز                      | شیکاگو راکفرد، دنور، لوئیویل، انتاریو، پورتلند، اسپوکن، ونکوور، تد استیونز انکوریج |
| Western Air Express                  | پورتلند |